# Anno dei tre imperatori
L'Anno dei tre imperatori (in tedesco: Dreikaiserjahr) è il nome con cui viene comunemente chiamato, in particolare in Germania, l'anno 1888, quando infatti si succedettero tre imperatori: Guglielmo I, Federico III e Guglielmo II di Germania.

## Contesto

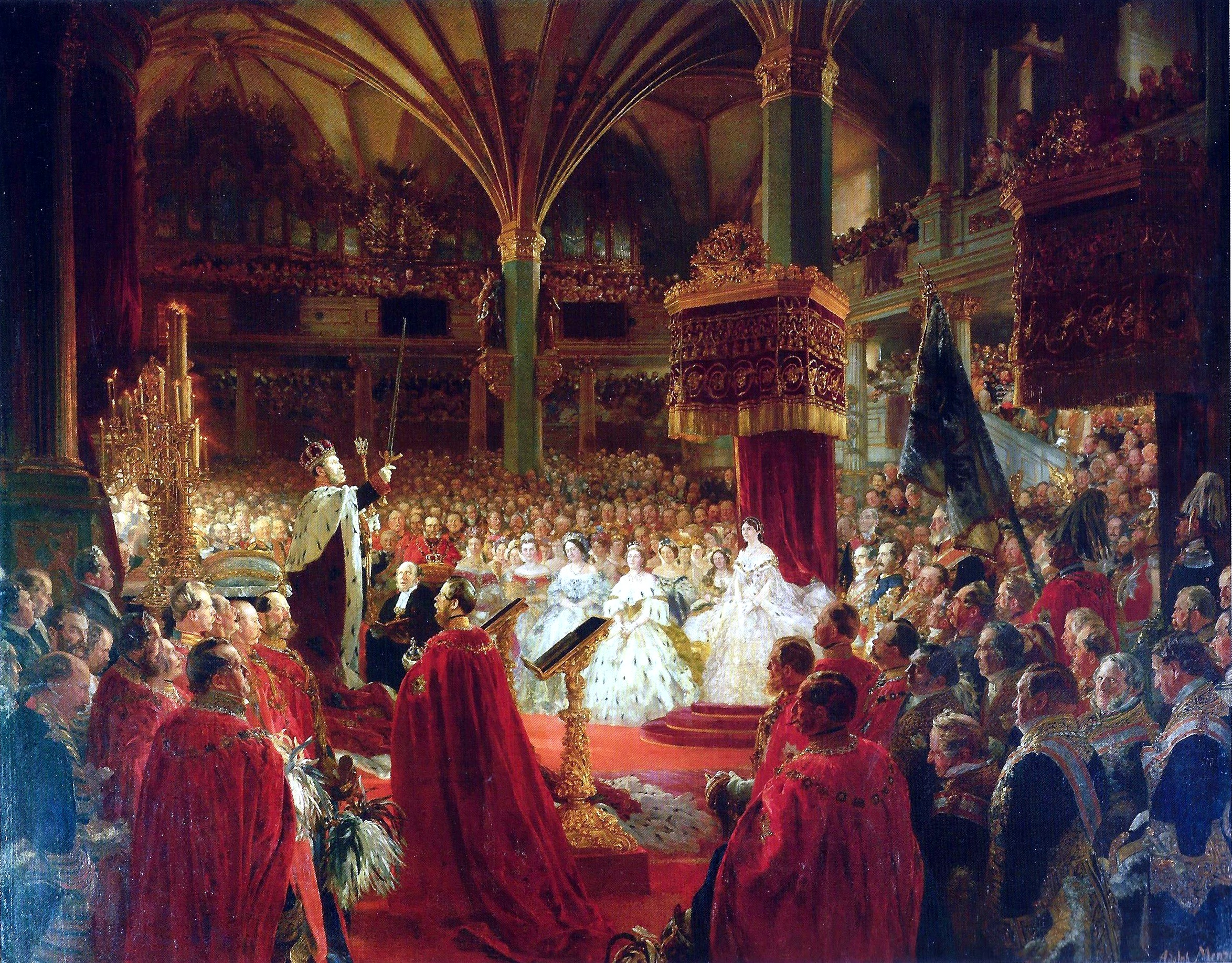
L'incoronazione, nel 1861, di Guglielmo I Hohenzollern come re di Prussia.

Con la morte del re Federico Guglielmo IV, avvenuta nel 1864, il principe Guglielmo, fratello minore del defunto sovrano, ascese al trono di Prussia, che al tempo era lo stato tedesco più grande e potente. Il nuovo sovrano, sotto grande influenza e pressione del cancelliere Otto von Bismarck, simpatizzò una politica di unificazione della Germania. In seguito alla guerra contro l'Austria e contro la Francia, la prima combattuta nel 1866 mentre la seconda tra il 1870 ed il 1871, il 18 gennaio 1871 venne proclamato nella Reggia di Versailles l'Impero tedesco e di conseguenza Guglielmo I di Prussia divenne Imperatore di Germania, mantenendo sempre il titolo di monarca prussiano. Durante il periodo di unificazione, il principe ereditario Federico di Prussia, unico genito maschio di Guglielmo e della moglie, la regina Augusta, venne celebrato per il suo comando militare (nel 1866, in occasione della Terza guerra d'indipendenza italiana, fu insignito della Medaglia d'oro al valor militare). Nel 1858, Federico di Prussia sposò la principessa Vittoria di Gran Bretagna, primogenita della regina Vittoria e del principe Alberto, dalla quale ebbe otto figli, il primo fu Guglielmo. Nel 1888, l'imperatore Guglielmo I compiva 91 anni, inoltre era sul trono prussiano da ventisette anni mentre su quello tedesco da diciassette, mentre i futuri sovrani Federico III e Guglielmo II, compivano rispettivamente 57 anni e 29 anni.

## Successione
Nel maggio del 1885, Guglielmo I manifestò le prime problematiche di salute, spegnendosi a seguito di una breve malattia il 9 marzo 1888. Il Kaiser venne sepolto il 16 marzo nel mausoleo del parco del Castello di Charlottenburg dopo i funerali svoltisi nella cattedrale di Berlino ai quali presero parte 200.000 persone. L'erede al trono ascese con il nome di Federico III di Germania; i progressisti tedeschi speravano che Federico avrebbe avviato il paese verso un nuovo governo liberale . All'epoca della sua ascesa al trono, Federico aveva 56 anni e soffriva già di un incurabile cancro alla laringe, che era stato mal diagnosticato. Ricevette consigli medici contrastanti per quanto riguardava il trattamento . In Germania, il dottor Ernst von Bergmann propose di eliminare la laringe completamente, ma il suo collega, il dottor Rudolf Virchow, non era d'accordo , in quanto non si poteva comunque escludere la morte del paziente . Il medico inglese Sir Morell Mackenzie, che aveva diagnosticato il cancro , consigliò una tracheotomia, a cui Federico e sua moglie si dissero d'accordo . L'8 febbraio, un mese prima della morte del padre, una cannula venne collegata per consentire a Federico di respirare ; per il resto della sua vita egli fu in grado di parlare, ma spesso comunicava attraverso la scrittura.

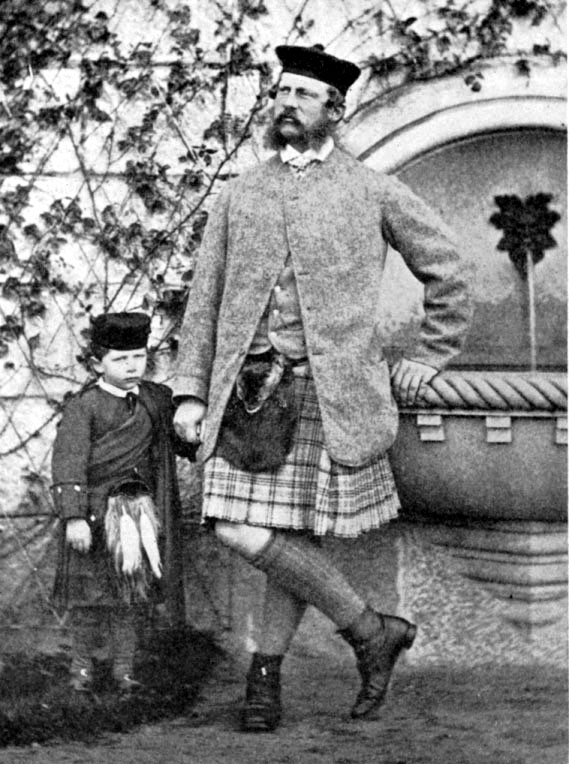
Federico III e Guglielmo II di Germania.

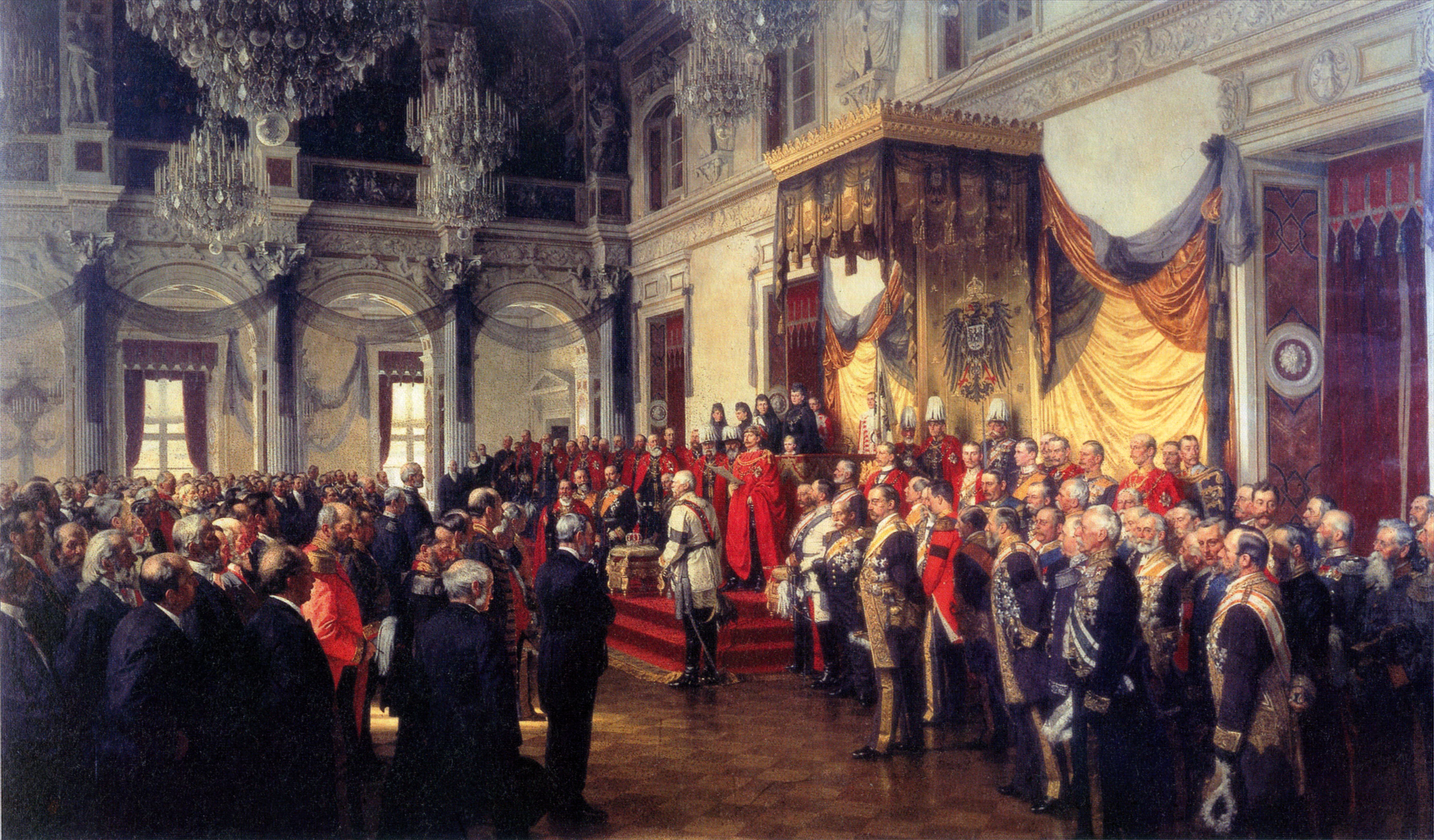
Guglielmo II (al centro in tenuta rossa) apre i lavori del Reichstag nel 1888.

Durante l'operazione il Dr. Bergmann stava quasi per ucciderlo a causa dell'incisione nella trachea per l'inserimento della cannula. Federico iniziò a tossire e sanguinare e Bergmann mise l'indice nella ferita per ingrandirla. L'emorragia cessò dopo due ore, ma le azioni di Bergmann comportarono un ascesso nel collo di Federico e la produzione di pus, che gli causarono nuovo disagio nei mesi successivi della sua vita. Nonostante la malattia, Federico fece del suo meglio per adempiere i suoi obblighi come imperatore. Federico morì a Potsdam il 15 giugno 1888 e venne sepolto presso la Friedenskirche di Potsdam. Regnò solo per 99 giorni. A succedergli fu il primogenito Guglielmo II di Germania che governerò fino al 1918, regnando infatti durante la Prima guerra mondiale e la caduta della monarchia tedesca. L'espressione "Dreikaiserjahr" (in italiano: Anno dei tre imperatori) è un espressione usata per indicare il fatto che nel 1888 si succedette a Berlino tre regni, quelli di Guglielmo I, di Federico III e di Guglielmo II. "Drei Achten, drei Kaiser" ("tre otto, tre imperatori" in italiano) è una frase ancora usata in Germania come aiuto mnemonico per imparare

## Imperatori

### Hohenzollern (1871-1918)
| Nome         | Ritratto | Data di nascita | Regno           | Regno                      | Matrimoni                                                                             | Note                    |
| Nome         | Ritratto | Data di nascita | Inizio          | Fine                       | Matrimoni                                                                             | Note                    |
| ------------ | -------- | --------------- | --------------- | -------------------------- | ------------------------------------------------------------------------------------- | ----------------------- |
| Guglielmo I  |          | 22 marzo 1797   | 18 gennaio 1871 | 9 marzo 1888               | Augusta di Sassonia-Weimar-Eisenach un figlio e una figlia                            | Re di Prussia dal 1861  |
| Federico III |          | 18 ottobre 1831 | 9 marzo 1888    | 15 giugno 1888             | Vittoria di Gran Bretagna quattro figli e quattro figlie                              | figlio di Guglielmo I   |
| Guglielmo II |          | 27 gennaio 1859 | 15 giugno 1888  | 9 novembre 1918 (abdicato) | Augusta Vittoria di Schleswig-Holstein-Sonderburg-Augustenburg sei figli e una figlia | figlio di Federico III; |